# Fingerdock

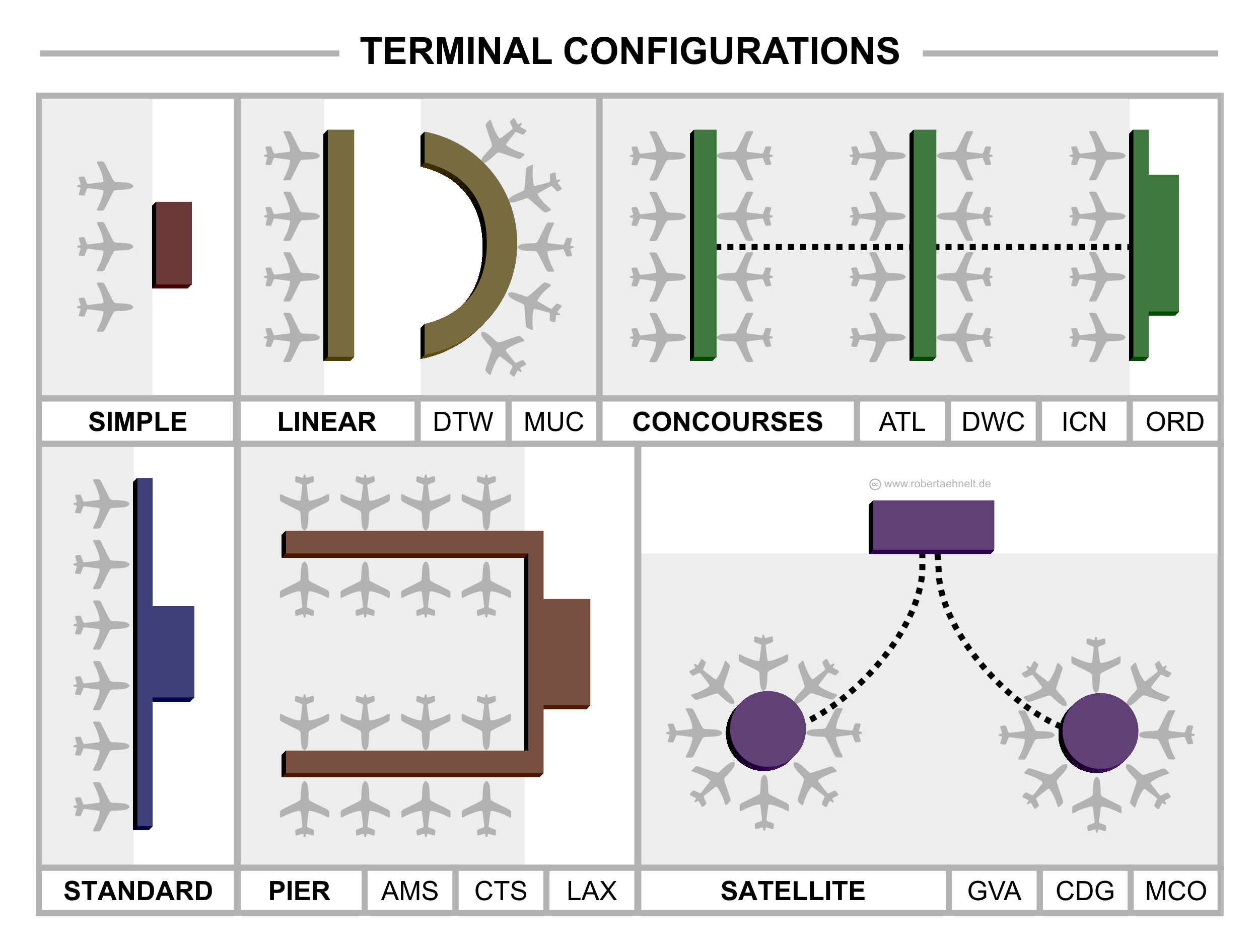
Typische Anordnungen von Passagierterminals

Das Terminal 3 des Flughafens Chicago O'Hare hat mehrere Fingerdocks.

Ein Fingerdock (im Englischen auch als Concourse bezeichnet) ist ein Teil eines Flughafenterminals. Es führt vom Zentralbereich des Terminals auf das Vorfeld hinaus. Auf beiden Seiten des Docks sind Standplätze für Flugzeuge mit Flugsteigen und zumeist auch Fluggastbrücken angeordnet.

## Beispiele

### Lineare Form
- Dock A und Dock B am Flughafen Zürich

### T-Form (Hammerhead)
- Terminal 1 am Flughafen Toronto-Pearson

### Y-Form
- Terminal 2 und Terminal 3 am Flughafen Chicago O'Hare
- Flughafen Basel Mulhouse Freiburg